# Talmont-sur-Gironde
Talmont-sur-Gironde je obec v departementu Charente-Maritime v jihozápadní Francii zařazená mezi Nejkrásnější vesnice Francie a ležící na cestě do Santiaga de Compostely.
Dominantou vsi, založené roku 1284 na příkaz krále Eduarda I., je románský kostel pocházející z 11. století. Kostel zasvěcený sv. Radegondě je na skalním ostrohu nad mořem, obklopený hřbitovem. Koncem 14. století ves připadla francouzské koruně.